# دينا هافيك
دينا هافيك (بالكرواتية: Dina Havić)‏ مواليد 13 نوفمبر 1987 في رييكا، هي لاعبة كرة يد كرواتية تلعب كظهير أيسر. مثلت منتخب كرواتيا لكرة اليد للسيدات.